# Vicálvaro

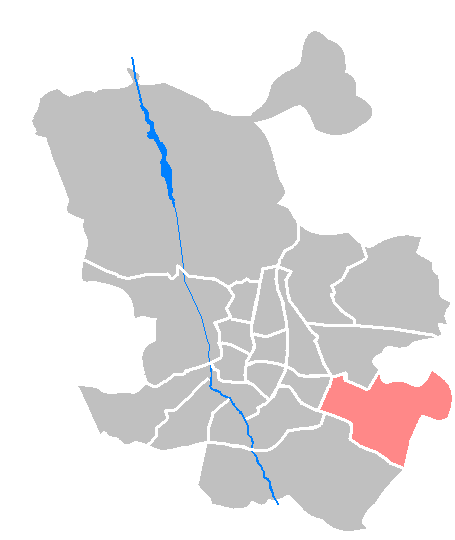
Ubicació del districte de Vicálvaro al plànol de Madrid

Vicálvaro és actualment un dels 21 districtes de la ciutat de Madrid (Espanya), que correspon al terme de l'antiga vila del mateix nom que fou integrada el 1951 a la capital. Limita a l'oest amb el districte de Moratalaz, al nord amb el de San Blas-Canillejas, al sud amb el de la Villa de Vallecas i a l'est amb els termes de Coslada i Rivas-Vaciamadrid. Comprèn dos barris: el Nucli Antic de Vicálvaro i Ambroz. En total, té 32,7 kilòmetres quadrats i una població de 66.439 habitants. El districte compta amb la seu de la Facultat de Ciències Jurídiques i Socials de la Universitat Rey Juan Carlos.

## Història
S'hi han trobat jaciments del Paleolític mitjà (125.000-40.000 aC) als voltants de l'antiga Fabrica de maons, al Baixador i en el turó de l'Almodóvar. També hi ha un jaciment neolític a Casa Montero; des d'agost de 2003 s'hi ha trobat 2.600 fosses de diferents profunditats, per les restes ceràmiques oposades s'ha arribat a concretar que pertany al Neolític antic de l'altiplà (fa més de 7000 anys).
L'existència i denominació àrab del turó de l'Almodóvar- antiga talaia militar musulmana- així com Ambroz, permet aventurar la presència de població musulmana a Moratalaz, Vicálvaro i Vallecas al llarg de diversos segles.
El document més antic que existeix, en el qual s'esmenta Vicálvaro, data de 1352, i està en l'Arxiu del Vaticà. Versa sobre el pagament del delme a l'església per part dels vicalvarenys.
En 1664 Vicálvaro és venut a l'Almirall de l'Armada Reial D. Francisco Díaz Pimient. L'oposició massiva dels veïns que compta amb el suport decidit del Consell de la Vila fan finalment fracassar l'operació. El Consell Municipal Madrileny al·lega contra la disposició Reial un Greu perjudici que se segueix a la Cort de l'alienació d'aquest lloc que és un dels més principals que la proveeixen de pa (que és la principal ocupació d'aquells veïns) i d'altres coses molt necessàries a l'alleujament i comoditat per portar-se d'allí gran quantitat de carros que serveixen a la neteja en temps de necessitat.
Al segle xvii (1751), s'estableix a Vicálvaro la Reial Fabrica de Teixits de San Fernando. Quan la fàbrica abandona el poble en 1770, l'edifici passa a albergar la Caserna d'Artilleria. Actualment, aquest edifici ha tornat a canviar d'ús i és la seu del Campus de Vicálvaro de la Universitat Rey Juan Carlos.
Al segle xviii, l'activitat agrícola de Vicálvaro s'intensifica amb la diversificació en l'explotació del vinyer i l'horta. Es produeix: blat, ordi, cigrons, garrofes, civada, almortes, faves i pèsols. El bestiar és majoritàriament oví.
Per decret Real del 28 de març de 1844, Isabel II crea la Guàrdia Civil. Vicálvaro serà la primera seu de la Cavalleria d'aquest cos, que Franco transformarà en caserna d'artilleria de la divisió cuirassada Brunete, regiment núm. 11. Actualment l'edifici de la caserna forma part de la Universitat Rey Juan Carlos.
De 1878 a 1910 duren els tràmits d'expropiació per a la construcció del cementiri de l'Almudena en terres de Vicálvaro, per aquest motiu Vicálvaro perd part del seu territori en perdre els barris de la Elipa i Las Ventas del Espíritu Santo.
En 30 de juny de 1854 Vicálvaro és escenari de l'aixecament militar liderat per O'Donnell contra el govern, que es va conèixer com a Vicalvarada al parc que actualment porta aquest nom. El 1859 hi va arribar el ferrocarril.

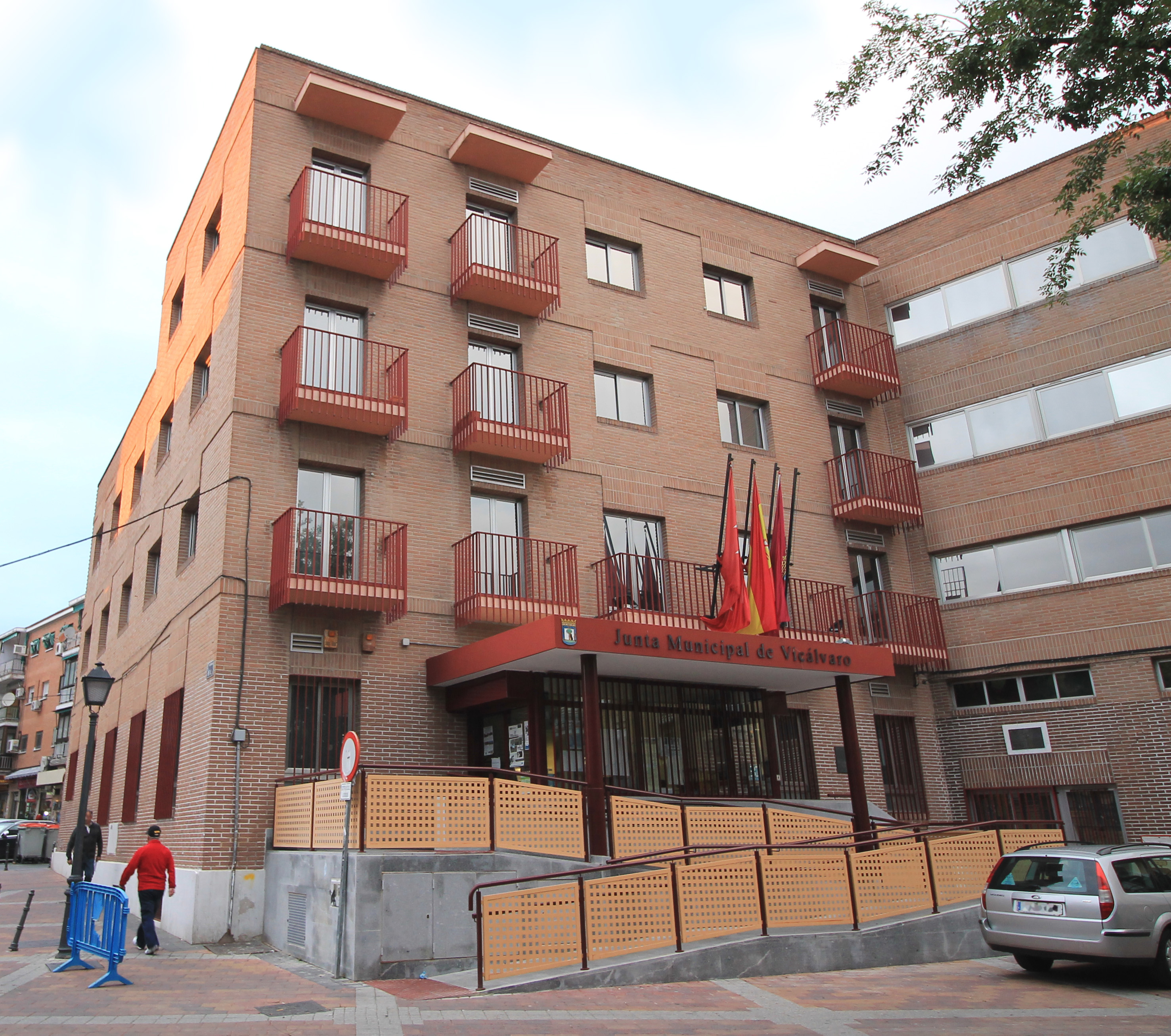
Junta Municipal del districte.

En 1923 Es funda la fàbrica de ciment "Portland Valderrivas" pertanyent al "Grupo Cementos Porland Valderribas", de la que el seu major accionista i vicepresidenta és Esther Koplowitz. Va ser una de les principals fonts de subsistència de centenars de famílies de Vicálvaro. Va quedar reduït, fins al seu tancament en 1998, a unes 90.000 t. de formigó a l'any.
Durant la Guerra Civil Vicálvaro està situat en zona republicana, que deixa la seva petjada amb la construcció de búnquers i trinxeres entre Ambroz i Vallecas, dels quals encara es conserven algunes restes. També s'instal·len refugis subterranis. Diversos veïns van ser executats durant i després de la contesa civil i gran part del seu patrimoni artístic fou destruït.
Va pertànyer al partit judicial d'Alcalá de Henares fins a la seva desaparició com a municipi en 1950. Es va annexionar a Madrid en 1951, al districte de Vallecas i Ventas (1951) i al de Moratalaz (1971). Es converteix en districte independent en la reestructuració de 1987.
En 1998 hi arriba el Metro i s'inaugura la Universidad Rey Juan Carlos a l'antiga caserna militar d'artilleria Capitán Guiloche i és la seu del Campus de la Facultat de Ciències Jurídiques i Socials (FCJS). El mateix any és enderrocada la fàbrica de ciments Porlant Valderrivas per donar pas al nou barri "Valderrivas".
El 2011 s'anuncià la trobada de la més gran necròpolis visigoda trobada a la Comunitat de Madrid. Ha estat excavada en una vall situada a Vicálvaro, entre Vallecas i Mejorada del Campo.

## Transports
Al districte només hi ha una estació Rodalies, Puerta de Arganda, Vicálvaro, a l'est del districte al costat de la Gran Via de l'Est. Passen per ella les línies C-2 i C-7 de Rodalies Madrid. Alhora l'estació serveix de bescanviador de metro, dins de la línia 9 del metro de Madrid,i amb les línies 4,71 i I3 de l'EMT.
El districte es comunica mitjançant la línia 9  del Metro de Madrid discorre sota els bulevards José Prat i Indalecio Prieto, el Camino Viejo de Vicálvaro i el carrer San Cipriano amb quatre estacions, Valdebernardo, Vicálvaro, San Cipriano i Puerta de Arganda.